# 71. ceremonia wręczenia Oscarów
71. ceremonia rozdania Oscarów odbyła się 21 marca 1999 roku w Dorothy Chandler Pavilion w Los Angeles.

## Laureaci

### Najlepszy film
- David Parfitt, Donna Gigliotti, Harvey Weinstein, Edward Zwick, Marc Norman – Zakochany Szekspir
- Alison Owen, Eric Fellner, Tim Bevan – Elizabeth
- Steven Spielberg, Ian Bryce, Mark Gordon, Gary Levinsohn – Szeregowiec Ryan
- Robert Michael Geisler, John Roberdeau, Grant Hill – Cienka czerwona linia
- Elda Ferri, Gianluigi Braschi – Życie jest piękne

### Najlepszy aktor
- Roberto Benigni – Życie jest piękne
- Nick Nolte – Prywatne piekło
- Edward Norton – Więzień nienawiści
- Ian McKellen – Bogowie i potwory
- Tom Hanks – Szeregowiec Ryan

### Najlepszy aktor drugoplanowy
- James Coburn – Prywatne piekło
- Robert Duvall – Adwokat
- Geoffrey Rush – Zakochany Szekspir
- Billy Bob Thornton – Prosty plan
- Ed Harris – Truman Show

### Najlepsza aktorka
- Gwyneth Paltrow – Zakochany Szekspir
- Fernanda Montenegro – Dworzec nadziei
- Cate Blanchett – Elizabeth
- Emily Watson – Hilary i Jackie
- Meryl Streep – Jedyna prawdziwa rzecz

### Najlepsza aktorka drugoplanowa
- Judi Dench – Zakochany Szekspir
- Lynn Redgrave – Bogowie i potwory
- Brenda Blethyn – O mały głos
- Rachel Griffiths – Hilary i Jackie
- Kathy Bates – Barwy kampanii

### Najlepsza scenografia i dekoracja wnętrz
- Martin Childs i Jill Quertier – Zakochany Szekspir
- John Myhre, Peter Howitt – Elizabeth
- Jeannine Oppewall, Jay Hart – Miasteczko Pleasantville
- Thomas E. Sanders, Lisa Dean – Szeregowiec Ryan
- Eugenio Zanetti, Cindy Carr – Między piekłem a niebem

### Najlepsze zdjęcia
- Janusz Kamiński – Szeregowiec Ryan
- Conrad L. Hall – Adwokat
- Remi Adefarasin – Elizabeth
- Richard Greatrex – Zakochany Szekspir
- John Toll – Cienka czerwona linia

### Najlepsze kostiumy
- Sandy Powell – Zakochany Szekspir
- Colleen Atwood – Pokochać
- Judianna Makovsky – Miasteczko Pleasantville
- Alexandra Byrne – Elizabeth
- Sandy Powell – Idol

### Najlepsza reżyseria
- Steven Spielberg – Szeregowiec Ryan
- John Madden – Zakochany Szekspir
- Terrence Malick – Cienka czerwona linia
- Peter Weir – Truman Show
- Roberto Benigni – Życie jest piękne

### Pełnometrażowy film dokumentalny
- James Moll i Ken Lipper – Ostatnie dni

### Krótkometrażowy film dokumentalny
- Keiko Ibi – The Personals: Improvisations on Romance in the Golden Years

### Najlepszy montaż
- Michael Kahn – Szeregowiec Ryan
- Anne V. Coates – Co z oczu, to z serca
- Simona Paggi – Życie jest piękne
- David Gamble – Zakochany Szekspir
- Billy Weber, Leslie Jones, Saar Klein – Cienka czerwona linia

### Najlepszy film nieanglojęzyczny
- Włochy: Życie jest piękne, reż. Roberto Benigni
- Hiszpania: Dziadek, reż. José Luis Garci
- Iran: Dzieci niebios, reż. Majid Majidi
- Brazylia: Dworzec nadziei, reż. Walter Salles
- Argentyna: Tango, reż. Carlos Saura

### Najlepsza charakteryzacja
- Jenny Shircore – Elizabeth
- Lois Burwell, Conor O’Sullivan, Daniel C. Striepeke – Szeregowiec Ryan
- Lisa Westcott, Veronica Brebner – Zakochany Szekspir

### Najlepsza muzyka w dramacie
- Nicola Piovani – Życie jest piękne
- David Hirschfelder – Elizabeth
- Randy Newman – Miasteczko Pleasantville
- John Williams – Szeregowiec Ryan
- Hans Zimmer – Cienka czerwona linia

### Najlepsza muzyka w komedii/musicalu
- Stephen Warbeck – Zakochany Szekspir
- Randy Newman – Dawno temu w trawie
- Matthew Wilder, David Zippel i Jerry Goldsmith – Mulan
- Marc Shaiman – Patch Adams
- Stephen Schwartz i Hans Zimmer – Książę Egiptu

### Najlepsza piosenka
- „When You Believe” – Książę Egiptu – Stephen Schwartz
- „I Don’t Want To Miss A Thing” – Armageddon – Diane Warren
- „That’ll Do” – Babe: Świnka w mieście – Randy Newman
- „A Soft Place To Fall” – Zaklinacz koni – Allison Moorer, Gwil Owen
- „The Prayer” – Magiczny miecz – Legenda Camelotu – muzyka: Carole Bayer Sager, David Foster; słowa: Carole Bayer Sager, David Foster, Tony Renis, Alberto Testa

### Najlepszy dźwięk
- Gary Rydstrom, Gary Summers, Andy Nelson, Ronald Judkins – Szeregowiec Ryan
- Kevin O’Connell, Greg P. Russell, Keith A. Wester – Armageddon
- Kevin O’Connell, Greg P. Russell, Pud Cusack – Maska Zorro
- Robin O’Donoghue, Dominic Lester, Peter Glossop – Zakochany Szekspir
- Andy Nelson, Anna Behlmer, Paul Brincat – Cienka czerwona linia

### Najlepszy montaż dźwięku
- Gary Rydstrom i Richard Hymns – Szeregowiec Ryan
- George Watters II – Armageddon
- Dave McMoyler – Maska Zorro

### Najlepsze efekty specjalne
- Joel Hynek, Nicholas Brooks, Stuart Robertson, Kevin Mack – Między piekłem a niebem
- Richard R. Hoover, Pat McClung, John Frazier – Armageddon
- Rick Baker, Hoyt Yeatman, Allen Hall, Jim Mitchell – Wielki Joe

### Krótkometrażowy film animowany
- Chris Wedge – Bunny

### Krótkometrażowy film aktorski
- Kim Magnusson, Anders Thomas Jensen – Valgaften

### Najlepszy scenariusz oryginalny
- Marc Norman, Tom Stoppard – Zakochany Szekspir
- Robert Rodat – Szeregowiec Ryan
- Warren Beatty, Jeremy Pikser – Senator Bulworth
- Andrew Niccol – Truman Show
- Vincenzo Cerami, Roberto Benigni – Życie jest piękne

### Najlepszy scenariusz adaptowany
- Bill Condon – Bogowie i potwory
- Scott Frank – Co z oczu, to z serca
- Elaine May – Barwy kampanii
- Scott B. Smith – Prosty plan
- Terrence Malick – Cienka czerwona linia

### Oscar Honorowy
- Elia Kazan – w podziękowaniu za długą, wybitną i niezrównaną karierę, podczas której miał On wpływ na szczególny charakter filmu poprzez tworzenia kinowego arcydzieła.